# Derrière la baignoire
Derrière la baignoire est un roman de Colette Audry publié le 30 août 1962 aux éditions Gallimard et ayant reçu la même année le prix Médicis.

## Éditions
- Derrière la baignoire, éditions Gallimard, 1962  (ISBN 2070203646).